# Kryptocalvinisme
Kryptocalvinisme (afledt af græsk kryptos, "skjult", dvs. den skjulte calvinisme) er en form for lutheranisme med elementer af calvinisme. Kryptocalvinisme blev udbredt i sidste halvdel af 1500-tallet. En vigtig ting for denne retning er nadveren og troen på, at Jesus er til stede i nadverens brød og vin – men kun sådan, som Philipp Melanchthon hævdede, nemlig at kun de troende modtager Kristus i nadveren.
Friedrich 3. af Pfalz fik udfærdiget Heidelberg-katekismen, der hjalp med at udbrede denne opfattelse.
Særligt i Sachsen blev kryptocalvinisme bekæmpet. I 1601 blev den saksiske kansler Nikolaus Krell henrettet af de lutherske myndigheder for sine kryptocalvinistiske synspunkter.
I 1579 blev den danske teolog Niels Hemmingsen afsat fra sit embede på Københavns Universitet efter anklage for kryptocalvinisme.
I 1614 blev Oluf Kock afsat som sognepræst ved den vigtige Skt. Nicolai Kirke centralt i København, i en teologisk strid med biskop Hans Poulsen Resen, og Mads Jensen Medelfar blev indsat som afløser.